# Феликс, Фортунат и Ахиллей
Феликс, Фортунат и Ахиллей (ум. в 212) — мученики из Валанса. День памяти — 23 апреля.
По преданию, святые Феликс, священник, и Фортунат и Ахиллей, диаконы, были посланы святым Иринеем, епископом Лионским, на проповедь в Валанс. Проповедь была успешной, многие были крещены, за что проповедники были схвачены. По преданию, святые ангелы освободил их, повелев разрушить статуи идолов. За это святые были схвачены вновь, им сначала были переломаны ноги, затем они были колесованы. Святые мученики вынесли и эту пытку, после чего были обезглавлены.
Доказательств существования этих святых не сохранилось.